# Jean Chaperon
Pour les articles homonymes, voir Chaperon.
Jean Chaperon, dit Chap, né à Paris le 25 juillet 1887 et mort à Nice le 25 janvier 1969, est un peintre, illustrateur et caricaturiste français.

## Biographie
Fils d'Eugène Chaperon, il expose au Salon des humoristes de 1924 les toiles La Voix de la T.S.F., Pauvre Petite Femme, Le Retour imprévu et Bas les pattes. 
On lui doit de nombreuses cartes-postales et des illustrations pour de nombreux albums. Caricaturiste, il officie essentiellement au Rire, au Journal et à La Baïonnette.